# Montsinéry-Tonnegrande
Montsinéry-Tonnegrande ist eine französische Gemeinde mit 3457 Einwohnern (Stand 1. Januar 2022) im Übersee-Département Französisch-Guayana nahe der Atlantikküste in Südamerika. Von 1969 bis 1994 hieß die Gemeinde noch Tonnegrande-Montsinéry.

## Geografie
Die Gemeinde liegt im Südwesten der Hauptstadt Cayenne und besteht aus den beiden Dorfteilen Monsinéry und Tonnegrande. Das Gemeindegebiet umfasst einen Teil des Guayanischen Berglandes, welches sich über das ganze nördliche Südamerika hinzieht. Nebst großen Gebieten tropischen Regenwaldes umfasst das Gebiet von Montsinéry-Tonnegrande auch eine Vielzahl von kleinen Flüssen und Bächen, die wenig später in den Atlantik münden.

## Geschichte
| In Monsinéry-Tonnegrande gibt es eine ehemalige Strafkolonie (frz. Bagne), das Camp Crique Anguille, zu dem die Decauville-Bahn zum Lager Crique Anguille führte. Von 1930 bis zur Schließung des Lagers im Jahre 1945 wurden dort vorwiegend Sträflinge aus Indochina (damals eine französische Kolonie) gefangen gehalten. |